# Treasury Bond

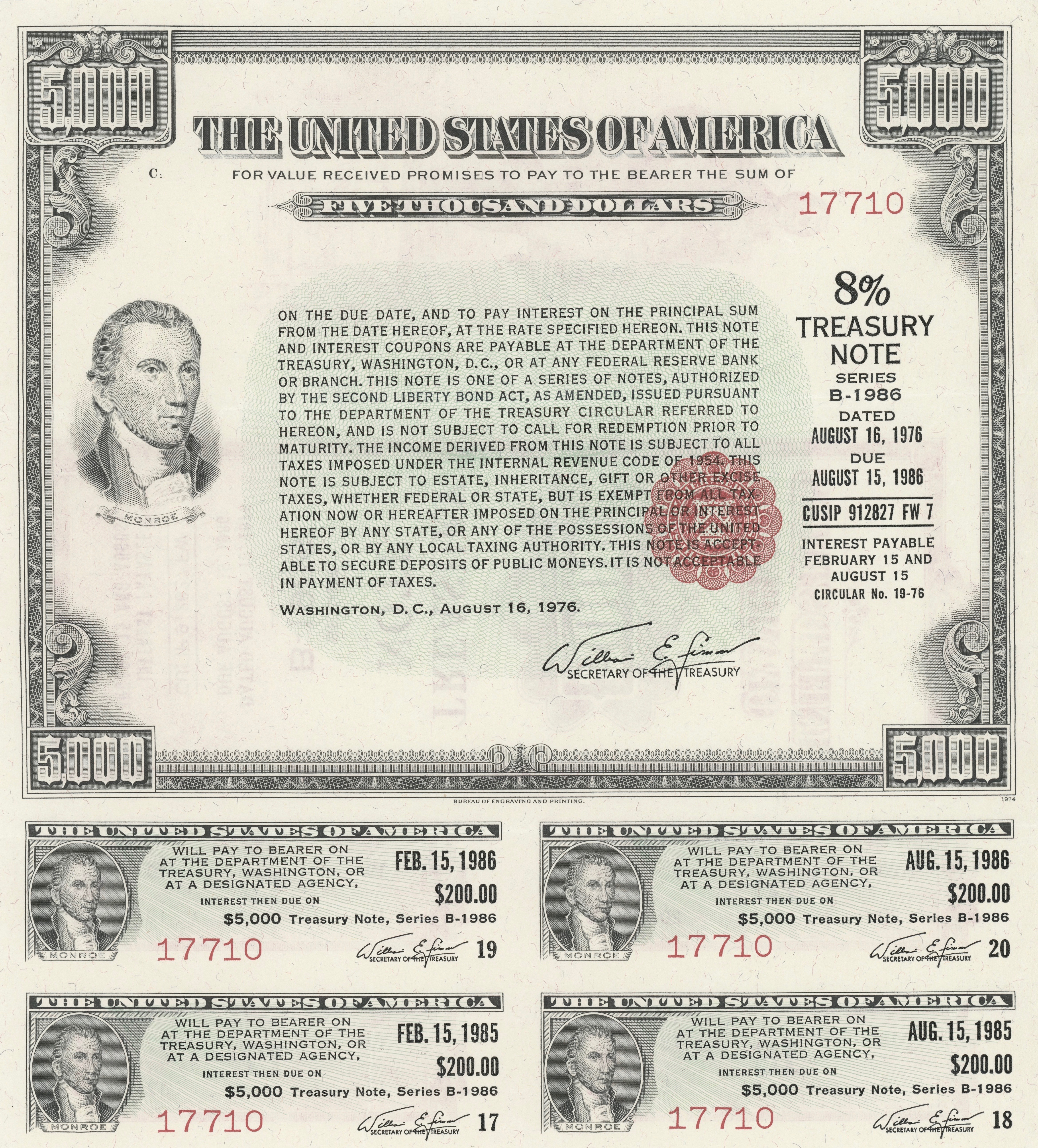
Treasury Bond.

Les T-Bonds ou Treasury Bond (en français : « bon du Trésor ») sont des titres obligataires à intérêt fixe garanti émis par le gouvernement américain.  Ce sont les bons du Trésor américains dont la maturité est la plus longue, avec une échéance qui varie entre dix et trente ans. 
Ils équivalent aux obligations assimilables du Trésor de l'État français.

## Rémunération
Ils sont rémunérés par un coupon payé tous les six mois, à l'instar des Treasury Notes pour le moyen terme. Leur maturité est dans la plupart des cas de trente ans. Le revenu que les détenteurs perçoivent possède en outre l'avantage de n'être imposé qu'au niveau fédéral.

## Indicateur pour les études statistiques
Étant donné la grande liquidité du marché secondaire, les T-Bonds les plus récents étaient communément utilisés comme des proxies (intermédiaires statistiques) pour l’étude de l'évolution taux d'intérêt à long terme en règle générale. 
Ce rôle a été largement repris par les bons dont l’échéance est à dix ans, à la suite de la diminution du volume et de la fréquence des émissions de titres amorcée au cours des années 1990 puis confirmée depuis le début des années 2000. 

## Histoire
Le  volume et la fréquence des émissions de titres a diminué à partir des années 1990. Cette décroissance a été confirmée au début des années 2000. Le gouvernement des États-Unis a ainsi cessé l’émission de titres à 30 ans (en anglais : long bonds) le 31 octobre 2001. 
Étant donné que le gouvernement américain utilisait ses excédents budgétaires pour rembourser la dette fédérale au début des années 1990, le bon à dix ans a commencé à remplacer le bon à trente ans comme titre obligataire de référence du marché américain à cette époque.
Cependant, en raison d’une demande persistante de la part de fonds de pension et de grands investisseurs institutionnels à long terme, et d’une nécessité croissante de diversifier les sources de financement, le bon à trente ans a été réintroduit en février 2006, et est aujourd’hui émis chaque trimestre.
Cette demande croissante de la part des fonds de pension conduira même, à terme, les gouvernements américain, japonais, mais également européens à émettre des bons du Trésor d'une durée encore plus importante.